# Oulad Slama
Oulad Slama (franska: Oulad Slama (CR), Oulad Slama (Commune Rurale), arabiska: مكرن) är en kommun i Marocko.   Den ligger i provinsen Kénitra och regionen Rabat-Salé-Kénitra, i den norra delen av landet, 50 km nordost om huvudstaden Rabat. Antalet invånare är 15 936.